# Banloc

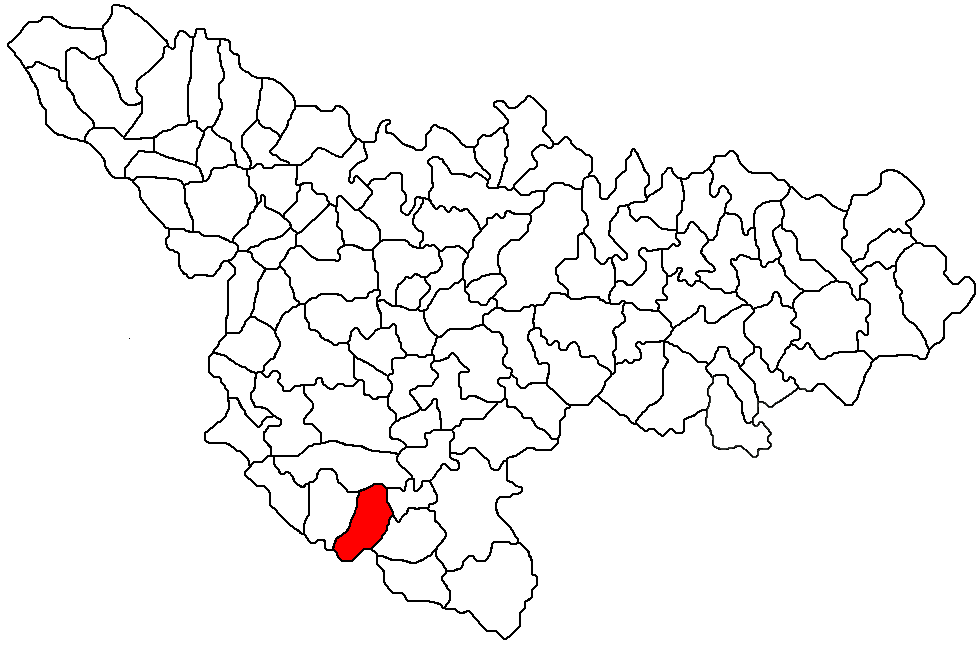
Lage der Gemeinde Banloc im Kreis Timiș

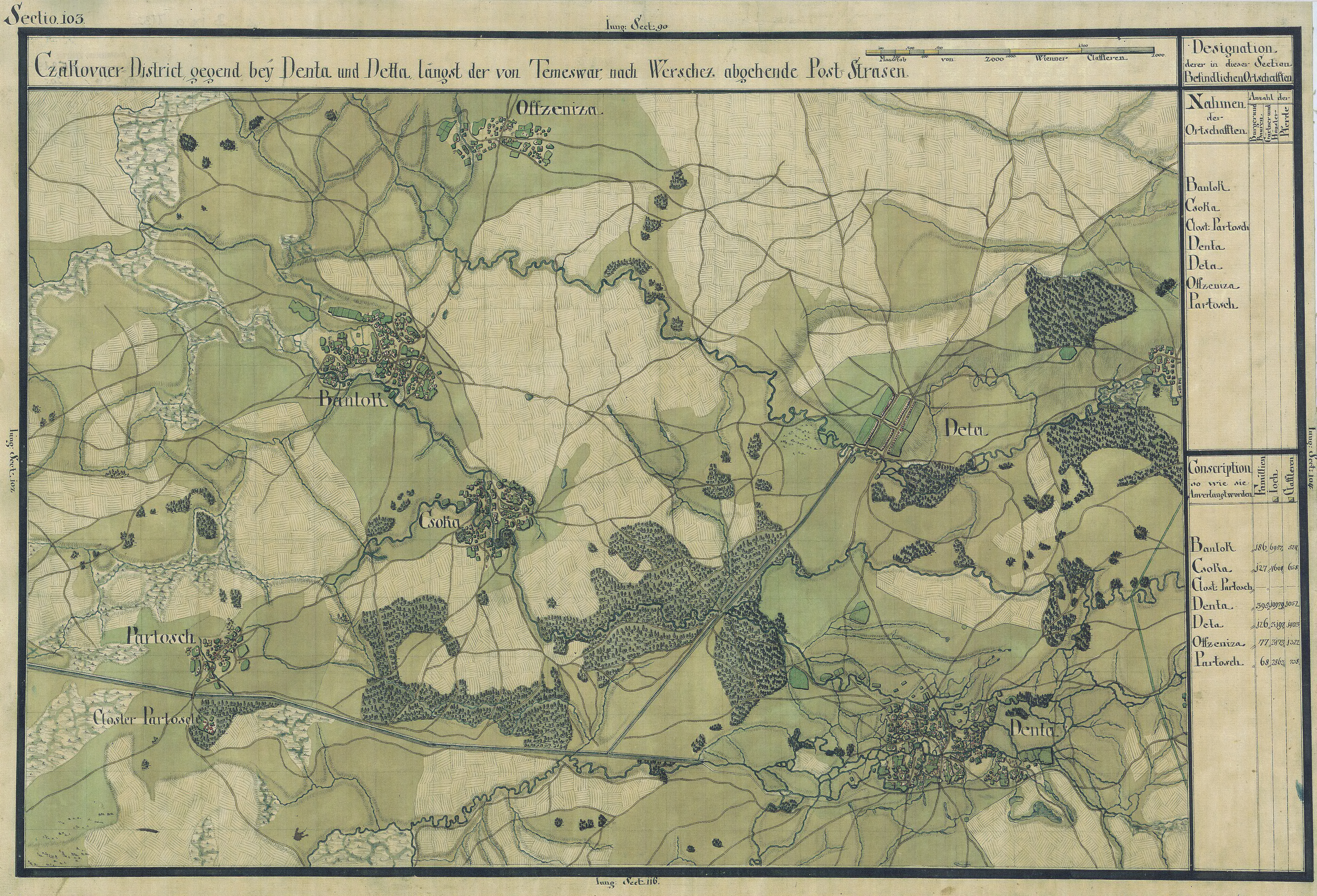
Banloc auf der Josephinischen Landaufnahme

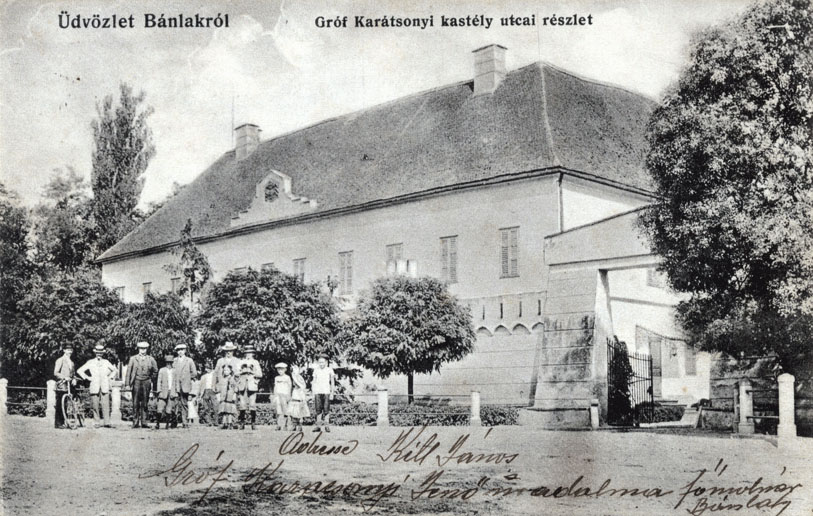
Kastell Banloc

Banloc (deutsch Banlok, ungarisch Bánlak) ist eine Gemeinde im Kreis Timiș, in der Region Banat, im Südwesten Rumäniens. Zur Gemeinde Banloc gehören die Dörfer Partoș, Soca und Ofsenița.

## Lage
Banloc befindet sich im südlichen Teil des Kreises Timiș und ist 50 Kilometer von der Kreishauptstadt Timișoara und 7,5 Kilometer von Deta entfernt. Im Süden grenzt Banloc an Serbien, im Norden an die Gemeinde Ghilad, im Westen an Livezile und im Osten an die Stadt Deta.

## Nachbarorte
| Torak    | Ghilad                                      | Gătaia |
| Livezile | Kompassrose, die auf Nachbargemeinden zeigt | Deta   |
| Ilandiża | Plandište                                   | Denta  |

## Geschichte
Erstmals wurde der Ort im Jahre 1400 schriftlich erwähnt.  In der Zeitspanne 1552–1716 wurde das Kastell Banloc zur Sommerresidenz des türkischen Paschas von Temeswar. Auf der Mercy-Karte von 1723 ist der Ort Banlok eingetragen. 1783 wurde das Gut an Lázár Karátsonyi verkauft. Karátsonyi ließ das Kastell 1793 neu aufbauen.
Nach dem Österreichisch-Ungarischen Ausgleich (1867) wurde das Banat dem Königreich Ungarn innerhalb der Doppelmonarchie Österreich-Ungarn angegliedert. Kirchlich war Banloc im 19. Jahrhundert eine Filiale der katholischen Pfarrei Ofsenița.
Anfang des 20. Jahrhunderts fand das Gesetz zur Magyarisierung der Ortsnamen (Ga. 4/1898) Anwendung. Der amtliche Ortsname war Bánlak. Die ungarischen Ortsbezeichnungen blieben bis zur Verwaltungsreform von 1923 im Königreich Rumänien gültig, als die rumänischen Ortsnamen eingeführt wurden.
Am 4. Juni 1920 wurde das Banat infolge des Vertrags von Trianon dreigeteilt. Der größte, östliche Teil, zu dem auch Banloc gehörte, fiel an Rumänien.
Infolge des Waffen-SS Abkommens vom 12. Mai 1943 zwischen der Antonescu-Regierung und Hitler-Deutschland wurden alle deutschstämmigen wehrpflichtigen Männer in die deutsche Armee eingezogen. Noch vor Kriegsende, im Januar 1945, wurden alle deutschstämmigen Frauen zwischen 18 und 30 Jahren und Männer im Alter von 16 bis 45 Jahren zur Aufbauarbeit in die Sowjetunion verschleppt. Das Bodenreformgesetz vom 23. März 1945, das die Enteignung der deutschen Bauern in Rumänien vorsah, entzog der ländlichen Bevölkerung die Lebensgrundlage.
Am 18. Juni 1951 fand die Deportation in die Bărăgan-Steppe unabhängig von der ethnischen Zugehörigkeit statt. Zu diesem Zweck wurde von der rumänischen Regierung ein Plan zur Säuberung des Grenzgebiets zu Jugoslawien „von politisch unzuverlässlichen Elementen“ entworfen. Als die Bărăganverschleppten 1956 heimkehrten, bekamen sie die 1945 enteigneten Häuser und Höfe zurück, der Feldbesitz wurde jedoch kollektiviert.

## Bevölkerung
Balonc hatte im Jahr 2005 4.435 Einwohner bei einer Gesamtfläche von 179,3 km².
Die Einwohnerzahlen beziehen sich auf das ursprüngliche Gemeindegebiet, einschließlich Livezile. Dolaț, Partoș, Soca und Ofsenița.
| Entwicklung der ethnischen Gruppen | Entwicklung der ethnischen Gruppen | Entwicklung der ethnischen Gruppen | Entwicklung der ethnischen Gruppen | Entwicklung der ethnischen Gruppen | Entwicklung der ethnischen Gruppen | Entwicklung der ethnischen Gruppen | Entwicklung der ethnischen Gruppen |
| Jahr                               | Gesamt                             | Rumänen                            | Ungarn                             | Deutsche                           | Roma                               | Sonstige                           |                                    |
| ---------------------------------- | ---------------------------------- | ---------------------------------- | ---------------------------------- | ---------------------------------- | ---------------------------------- | ---------------------------------- | ---------------------------------- |
| 1880                               | 7845                               | 3605                               | 337                                | 2612                               | ?                                  | 1291                               |                                    |
| 1910                               | 9450                               | 3969                               | 1494                               | 2546                               | ?                                  | 1441                               |                                    |
| 1941                               | 8893                               | 4275                               | 865                                | 2401                               | ?                                  | 1352                               |                                    |
| 1977                               | 6103                               | 3892                               | 400                                | 1013                               | 172                                | 626                                |                                    |
| 1992                               | 4649                               | 3385                               | 278                                | 154                                | 263                                | 569                                |                                    |
| 2002                               | 4545                               | 3443                               | 231                                | 74                                 | 290                                | 507                                |                                    |
| 2011                               | 2631                               | 1848                               | 70                                 | 6                                  | 258                                | 449                                |                                    |
| 2021                               | 2821                               | 2374                               | 13                                 | 6                                  | 57                                 | 371                                |                                    |

## Bildergalerie

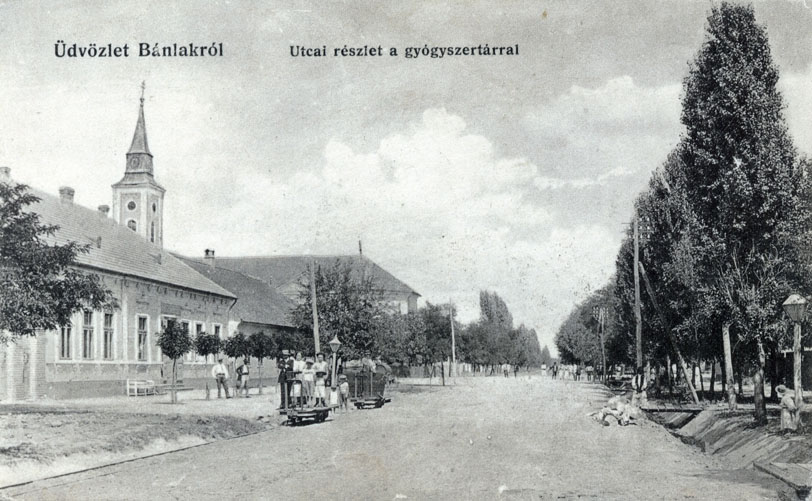
Stadtmitte um 1906
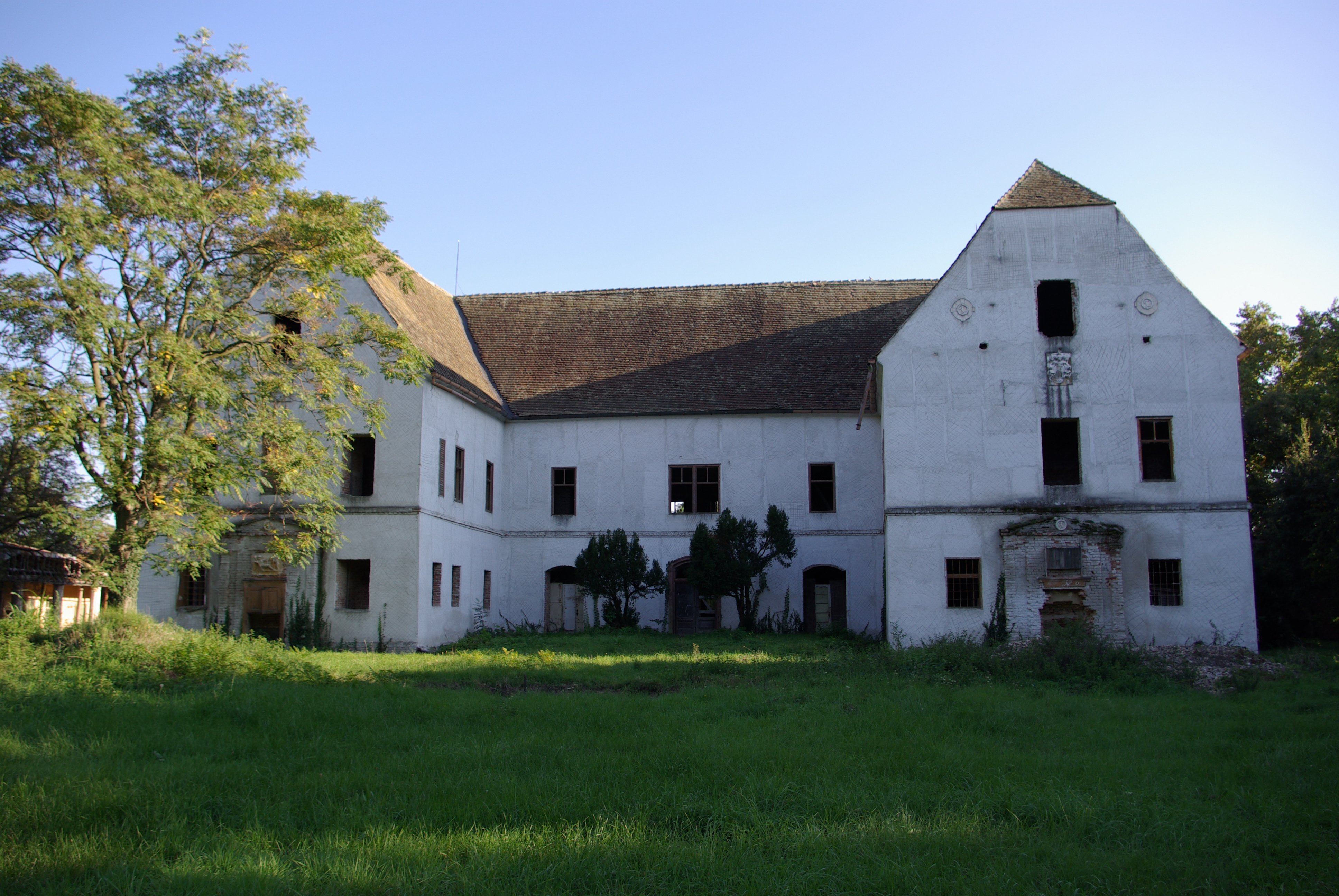
Das Kastell Banloc (2007)
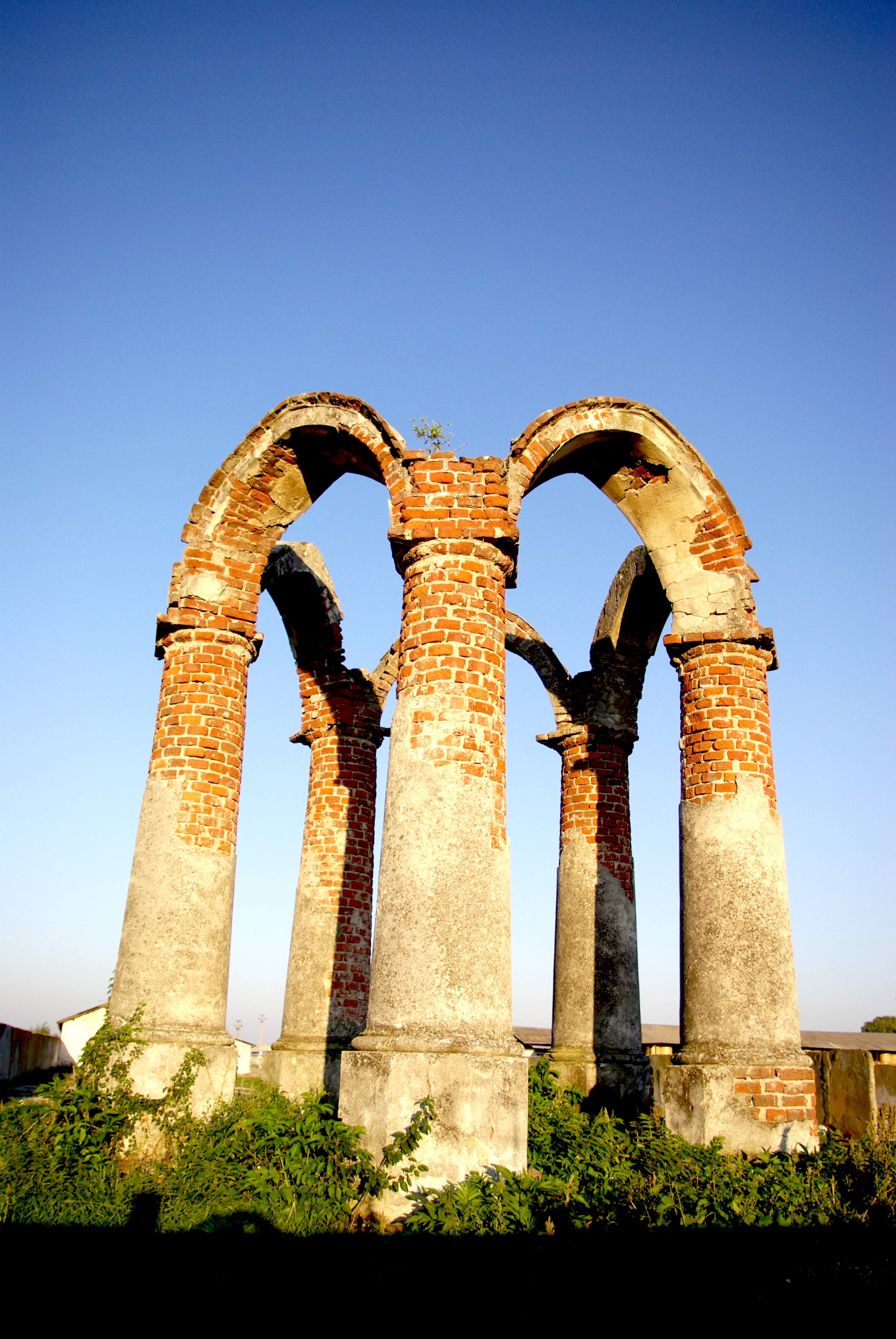
Die Glorietta Banloc (2007)